# Jagged Alliance: Back in Action
Jagged Alliance: Back in Action ist ein Computer-Strategiespiel des deutschen Entwicklerstudios Coreplay im Auftrag von bitcomposer Entertainment. Es handelt sich um ein Remake des Vorgängertitels Jagged Alliance 2 in 3D-Grafik und mit einem pausierbaren Echtzeit-Kampfsystem. Back in Action erschien am 9. Februar 2012 über Kalypso Media für Windows. Im Februar 2014 erschien das Spiel zudem für Mac OS und Linux.

## Handlung
Die Handlung entspricht nahezu unverändert der des Vorgängers Jagged Alliance 2. Die Bevölkerung des fiktiven südamerikanischen Staates Arulco wird von der brutalen Diktatorin Deidranna unterdrückt. Ein Trupp Söldner wird von Arulcos rechtmäßigem Präsidenten aus dem Exil heraus angeheuert, um das Land von der Terrorherrschaft seiner Gattin zu befreien. Der Spieler übernimmt die Führung dieser Söldnertruppe und beginnt, das Land Stück für Stück zurückzuerobern.

## Spielprinzip
Anders als im Vorbild kann der Spieler keinen eigenen Charakter mehr erstellen. Stattdessen kann er ausschließlich vorgenerierte Söldner anheuern. Ebenfalls abweichend werden diese nicht mehr monatlich bezahlt, sondern bleiben einmal angeheuert permanent im Dienst. Auffälligste Neuerung ist das als Plan & Go bezeichnete Echtzeitkampfsystem, das jederzeit durch Tastendruck pausiert werden kann, um den eigenen Söldner Anweisungen zu geben.
Über Spielpatches fügte Coreplay dem Spiel nachträglich einige Spielfunktionen hinzu. So wurde mit dem finalen Patch 1.13 als Option Nebel des Krieges, sowie das aus dem Original bekannte Sektorinventar und eine überarbeitete Milizensteuerung hinzugefügt.

## Entwicklung

### Entwicklungsverlauf
Im März 2010 verkündete bitcomposer Games, dass das Unternehmen die Markenrechte an Jagged Alliance von Strategy First erworben habe und an der Fortführung Jagged Aliance 3 arbeite. Im August 2010 wurde das Spiel schließlich mit dem Titel Jagged Alliance 2: Reloaded vorgestellt, gleichzeitig wurden die Arbeiten an Jagged Alliance Online bekannt gegeben. Im Februar 2011 erfolgte dann die finale Umbenennung zu Back in Action, der Veröffentlichungstermin wurde mit Ende 2011 angegeben. Nachdem erst der Oktober 2011 als Veröffentlichungstermin angegeben wurde, verschob sich die Veröffentlichung schließlich auf Februar 2012.
Bei Veröffentlichung wies das Spiel immer noch Programmfehler auf, die das Entwicklerstudio mit mehreren Patches zu beheben versuchte. Zusätzlich wurde das Spiel um einige Funktionen erweitert.
Im Dezember 2013 wurde ein offener Betatest der Mac-OS- und Linuxversion gestartet. Um das Spiel portieren zu können, wurde die Grafikengine gegen die Unity-Engine ausgetauscht. Am 14. Februar 2014 wurden die finalen Fassungen zum Verkauf freigegeben.

### Downloaderweiterungen
Coreplay brachte nach der Veröffentlichungen mehrere Downloaderweiterungen auf den Markt. Bei den ersten vier handelte es sich dabei lediglich um kleinere Gegenstandspakete:
- Desert Specialist Kit (Februar 2012)
- Jungle Specialist Kit (Februar 2012)
- Night Specialist Kit (Februar 2012)
- Urban Specialist Kit (April 2013)

Etwas später kamen zwei kleinere Erweiterungen mit eigener Kampagne hinzu:
- Shades of Red (Kampagne, Mai 2012)
- Point Blank (Kampagne, Juni 2012)

## Rezeption
Jagged Alliance: Back in Action erhielt gemischte Wertungen (Metacritic: 62 %, GameRankings: 60,29 %).

„Die Fußstapfen, in die Jagged Alliance: Back in Action treten möchte, sind mehrere Nummern zu groß. Einerseits möchte das Spiel ein Remake des Klassikers sein, aber andererseits gelingt es den Entwicklern nicht, genau die Bestandteile beizubehalten, die für die damalige Qualität wichtig waren. Es wurde schlicht und ergreifend an den falschen Inhalten gekürzt, während viele andere Verbesserungen und Modernisierungen schlichtweg schlecht oder unzureichend umgesetzt sind.“

„Im Vergleich zum zeitlosen Original ist Back in Action zwar kein Genre-Meilenstein - aber ein solides Taktikspiel ist es allemal. Weil der Plan & Go-Modus funktioniert, weil die Söldner- und Waffenauswahl riesig ist und weil ich mit der Befreiung von Arulco wochenlang beschäftigt bin. Das soll keineswegs heißen, dass ich uneingeschänkt begeistert wäre, denn nach wie vor ist die Bedienung teils schrecklich umständlich und die KI neigt immer noch zu gelegentlichen »Was soll das denn?«-Momenten. Trotzdem hatte ich mit Back in Action meinen Spaß und beurteile es als das, was es ist - und nicht als das, was ich mir als Fan des Originals vielleicht insgeheim gewünscht hätte.“

Im Oktober veröffentlichte Coreplay das allein lauffähige Add-on Jagged Alliance: Crossfire.